# Mai 2003
Acest articol este generat integral pe baza informațiilor din articolul 2003 și este actualizat periodic de un robot.
 Editările făcute în articol vor fi șterse la următoarea actualizare! Dacă doriți să faceți modificări, editați articolul-sursă.

ianuarie -
februarie -
martie -
aprilie -
mai -
iunie -
iulie -
august -
septembrie -
octombrie -
noiembrie -
decembrie
Mai 2003 a fost a cincea lună a anului și a început într-o zi de joi.

## Evenimente
- 1 mai: A intrat în vigoare noul Cod Poștal din România.
- 11 mai: Lituania aprobă aderarea la Uniunea Europeană într-un referendum.
- 12 mai: În Riad, Arabia Saudită, peste 30 de persoane sunt ucise în bombardamente multiple la un complex de locuințe, în special expatriați străini.
- 17 mai: Slovacia aprobă aderarea la Uniunea Europeană printr-un referendum.
- 23 mai: Se naște Dewey, primul cerb clonat de oamenii de știință de la Universitatea Texas A & M.
- 24 mai: Concursul de muzică Eurovision, Riga, Letonia. Câștigătoarea ediției este Turcia prin Sertab Erener. România s-a clasat pe locul 10 cu piesa Don't Break My Heart a Nicolei.
- 28 mai: S-a născut Prometea, primul cal clonat de oameni de știință italieni.

## Decese
- 2 mai: George Țărnea, 57 ani, poet român (n. 1945)
- 2 mai: Mohammed Dib, 82 ani, scriitor algerian (n. 1920)
- 3 mai: Constantin Piliuță, 74 ani, pictor român (n. 1929)
- 11 mai: Constantin Moiceanu, 90 ani, senator român (1992-1996), (n. 1912)
- 11 mai: David Redding, 57 ani, basist britanic (The Jimi Hendrix Experience), (n. 1945)
- 14 mai: Ingvar Lars Helle, 70 ani, politician norvegian (n. 1933)
- 14 mai: Robert Stack (Robert Langford Modini Stack), 84 ani, actor american (n. 1919)
- 15 mai: Constantin Dăscălescu, 79 ani, comunist român (n. 1923)
- 17 mai: Moses Rosenkranz, 99 ani, poet evreu de limba germană (n. 1904)
- 24 mai: François Boyer (François Georges Boyer), 83 ani, scriitor, scenarist și regizor francez (n. 1920)
- 24 mai: Ion Hîncu, 71 ani, arheolog și istoric din R. Moldova (n. 1931)
- 27 mai: Luciano Berio, 77 ani, compozitor italian (n. 1925)
- 28 mai: Ilya Prigogine, 86 ani, chimist și fizician belgian de etnie rusă (n. 1917)
- 29 mai: Henry Garson, 91 ani,  scenarist, producător de film și dramaturg american (n. 1912)
- 29 mai: Pierre Restany, 72 ani, filosof francez (n. 1930)
- 30 mai: Zagir Ismagilov, 86 ani, compozitor și educator rus de etnie bașkiră (n. 1917)
- 31 mai: Francesco Colasuonno, 78 ani, cardinal italian (n. 1925)

### Iunie
- 2 iunie: Donald Jack (Donald Lamont Jack), 78 ani, scriitor canadian (n. 1924)
- 6 iunie: Adalbert Boroș, 94 ani, preot romano-catolic, român (n. 1908)
- 6 iunie: Ken Grimwood (Kenneth Milton Grimwood), 59 ani, scriitor american (n. 1944)
- 11 iunie: Gheorghe Mărdărescu, 81 ani, fotbalist și antrenor român (n. 1921)
- 11 iunie: Florea Răgălie, 88 ani, militar român (n. 1915)
- 12 iunie: Gregory Peck (n. Eldered Gregory), 87 ani, actor american (n. 1916)
- 16 iunie: Georg Henrik von Wright, 87 ani, filosof finlandez (n. 1916)
- 17 iunie: Emanuel Elenescu, 92 ani, compozitor și dirijor român (n. 1911)
- 17 iunie: Knézy Jenő, 58 ani, jurnalist maghiar (n. 1944)
- 22 iunie: Vasil Bykaŭ, 79 ani, scriitor belarus (n. 1924)
- 26 iunie: Strom Thurmond (James Strom Thurmond Sr.), 100 ani, politician american, ofițer și avocat care a reprezentat Carolina de Sud în Senatul Statelor Unite între 1954 și 2003 (n. 1902)
- 27 iunie: Prințul Carl, Duce de Östergötland (n. Carl Gustaf Oscar Fredrik Christian), 92 ani, prinț suedez (n. 1911)
- 27 iunie: Winfried Bruckner, 65 ani, scriitor austriac (n. 1937)
- 28 iunie: Iacob Burghiu, 61 ani, regizor din R. Moldova (n. 1941)
- 29 iunie: Mordechai Hod, 76 ani, general israelian (n. 1926)
- 29 iunie: Constantin Sofroni, 53 ani, primar al municipiului Suceava (1996-2000), (n. 1950)
- 30 iunie: Joseph P. Overton (Joseph Paul Overton), 43 ani, politolog american (n. 1960)